# 渋谷ABEMAS
渋谷ABEMAS（しぶやアベマズ）は、競技麻雀のチーム対抗戦のナショナルプロリーグ・Mリーグのチーム。サイバーエージェントがオーナー企業となり、2018年に設立された。

## 略歴
2018年8月7日に行われた第1回Mリーグドラフト会議において、1巡目にRMU代表で令昭位4期・王位・日本シリーズ2期など数々の実績を誇る多井隆晴、2巡目に日本プロ麻雀連盟より麻雀マスターズ2期・最年少Aリーガーの実績を持つ白鳥翔、3巡目に日本プロ麻雀協会より鈴木たろうを指名した。たろうは、赤坂ドリブンズ・U-NEXT Piratesと重複指名となり、ドリブンズが獲得。3巡目再指名では、日本プロ麻雀協会より最年少發王位・最年少B1リーグ（現A1リーグ）の実績を持つ松本吉弘を指名した。
2018年度レギュラーシーズンでは、開幕序盤10月は首位を独走するも、11月より失速。中盤戦ではボーダーライン上でファイナル進出を争った。年明けから多井隆晴が4連勝含む11連対と絶好調、2月の段階では2位に急浮上してファイナル進出の安全圏に入った。多井はこの活躍により、個人成績でも首位に輝き、レギュラーシーズンMVPのタイトルを得た。ファイナルシーズンは、レギュラーシーズン絶不調だった白鳥が復調するも、トップの遠い展開が続いた。4位で迎えた最終日、3戦中2勝でKONAMI麻雀格闘倶楽部を逆転、3位を奪取した。
2019年7月9日に行われた第2回Mリーグドラフト会議では、レギュレーション改定によりチーム編成において男女混合が義務付けられた。4人目の選手として、プロクィーンなどの実績を持ち、最高位戦リーグにおいて女流プロで最上位のB1リーグに所属している日向藍子を指名した。
2019年度レギュラーシーズンでは、序盤よりマイナスポイントを抱えるスタートとなるが、終盤戦のボーダーライン争いの直接対決において多井隆晴が連勝、上位に急浮上してセミファイナル進出の安全圏に入った。その後前年に続いてファイナルシリーズまで駒を進め、逆転優勝の可能性が見える位置につけていたものの、連闘した多井が連続逆連対に終わり2年連続の3位という結果になった。
2020年度レギュラーシーズンでは、松本の四暗刻和了を皮切りに怒涛の勢いでポイントを伸ばし、2月の時点で600ptの大台に到達。全員がプラスを記録する好調さを見せつけそのまま首位通過を果たした。セミファイナルでは一転して不調に喘ぎ、一時はKADOKAWAサクラナイツに逆転を許すも、10戦目での多井のトップを皮切りに7連続連対を記録。最終的には200pt近くを稼ぎ他を圧倒した。しかしファイナルでは松本・白鳥が連続の逆連対に沈み、多井も5連投の末その5戦全てで逆連対に沈むというまさかの結果に終わる。最終的にEX風林火山とKADOKAWAサクラナイツに逆転を許し、3年連続の3位という結果になった。
2021-22シーズンでは、日向が初のマイナススコアに沈んだものの、多井が4着回避率のタイトルを獲得する活躍で個人6位とチームを牽引。白鳥と松本も3桁のプラスを記録し、レギュラーシーズンを2位で通過した。セミファイナルでは多井が一転してトップを取れず個人最下位タイに沈むも、再び3桁のプラスを稼いだ白鳥と9日目にトップを獲得した日向の活躍により3位で通過。ファイナルでも白鳥が個人2位、日向が個人3位と健闘するも、多井が3ラスで個人最下位に沈んだことなどが響き4年連続の3位という結果になった。
2022-23シーズンでは、開幕から10戦4着なしと好調な滑り出しで首位を独走していたものの、白鳥が12月にラスを引いて以降7連続逆連対を記録。エース多井も2着1回を挟んでの10連続逆連対を記録し、それまでの貯金を完全に溶かしてしまった。ここから一時は6位まで順位を下げたものの、日向と松本が3桁のプラスを積み上げてチームを支え、最終5戦全連対で混戦を抜け出し3位でレギュラーシーズンを終えた。セミファイナルでは白鳥が8戦4トップとチームを牽引する活躍を見せ、終盤に大きくポイントを伸ばし5年連続のファイナル進出を果たす。ファイナルでは松本・白鳥がそれぞれ個人2位・4位と躍動し、これまでファイナルで苦戦が続いていた多井も5戦3トップ4着なしの個人3位と大きな活躍を見せた。最終的には500pt近くのプラスで、16戦12連対7トップ4着1回という圧倒的な強さを見せ悲願の優勝を果たした。

## 特徴
全選手所属プロ団体が異なる唯一のチームとなっており、多数タイトルを持つ多井と、各団体の有望若手3選手の構成となっている。多井は若手3選手について「3年以内にトップリーガーにします」と語っている。実際、松本は2019年第18期雀王戦A2リーグにおいて首位の成績を収めA1リーグ昇格となった。また、白鳥は2023年第40期鳳凰戦A2リーグにおいて首位の成績を収めA1リーグ昇格となり、翌年第41期鳳凰戦A1リーグにおいても首位の成績を収め第41期鳳凰位決定戦に進出し見事第41期鳳凰位となった。さらに、日向は2024年第49期B1リーグにて3位の成績を収めA2リーグ昇格となった。
2022-23シーズンまで、全シーズンでファイナルシリーズ進出を果たした唯一のチームだった。しかし、まだレギュラーシーズンで敗退したことはなく、選手の入れ替えを行っていない。

## 所属選手
| シーズン | 選手     | 選手   | 選手     | 選手     |
| -------- | -------- | ------ | -------- | -------- |
| 2018-19  | 多井隆晴 | 白鳥翔 | 松本吉弘 |          |
| 2019-20  | 多井隆晴 | 白鳥翔 | 松本吉弘 | 日向藍子 |
| 2020-21  | 多井隆晴 | 白鳥翔 | 松本吉弘 | 日向藍子 |
| 2021-22  | 多井隆晴 | 白鳥翔 | 松本吉弘 | 日向藍子 |
| 2022-23  | 多井隆晴 | 白鳥翔 | 松本吉弘 | 日向藍子 |
| 2023-24  | 多井隆晴 | 白鳥翔 | 松本吉弘 | 日向藍子 |
| 2024-25  | 多井隆晴 | 白鳥翔 | 松本吉弘 | 日向藍子 |
| 2025-26  | 多井隆晴 | 白鳥翔 | 松本吉弘 | 日向藍子 |

## 監督
監督はリーグ初年度からサイバーエージェント社長の藤田晋が務めていた。しかし、藤田自身は本業の多忙およびMリーグチェアマンとの兼ね合いにより、監督としての采配は多井に現場監督として委ね、本人は年に2,3回しか選手と顔を合わさないことを多井が明かしている。優勝した2022-2023シーズンを持って藤田はMリーグチェアマン専任となり監督を退任。2023-2024シーズンよりABEMA総合編成本部スポーツエンタメ局局長であり、学生時代に最高位戦日本プロ麻雀協会に所属していた塚本泰隆が新監督に就任した。

## チーム成績

### 総合成績
‎
‎
‎
‎
‎
‎
‎

### レギュラーシーズン
| シーズン | 順位 | 総合   | 選手・得点 | 選手・得点 | 選手・得点 | 選手・得点 | 選手・得点 | 選手・得点 | 選手・得点 | 選手・得点 |
| -------- | ---- | ------ | ---------- | ---------- | ---------- | ---------- | ---------- | ---------- | ---------- | ---------- |
| 2018-19  | 2位  | 184.6  | 多井隆晴   | 476.3      | 松本吉弘   | 22.1       | 白鳥翔     | ▲313.8     |            |            |
| 2019-20  | 2位  | 273.9  | 白鳥翔     | 290.2      | 多井隆晴   | 211.4      | 日向藍子   | 18.6       | 松本吉弘   | ▲246.3     |
| 2020-21  | 1位  | 654.7  | 松本吉弘   | 272.5      | 多井隆晴   | 234.4      | 白鳥翔     | 109.7      | 日向藍子   | 38.1       |
| 2021-22  | 2位  | 328.2  | 多井隆晴   | 242.2      | 松本吉弘   | 145.7      | 白鳥翔     | 108.8      | 日向藍子   | ▲168.5     |
| 2022-23  | 3位  | 55.6   | 日向藍子   | 128.6      | 松本吉弘   | 103.3      | 白鳥翔     | ▲84.7      | 多井隆晴   | ▲91.6      |
| 2023-24  | 6位  | ▲22.1  | 松本吉弘   | 100.0      | 多井隆晴   | 30.6       | 日向藍子   | ▲69.1      | 白鳥翔     | ▲83.6      |
| 2024-25  | 6位  | ▲206.0 | 白鳥翔     | 404.0      | 日向藍子   | 79.4       | 多井隆晴   | ▲262.8     | 松本吉弘   | ▲426.6     |

### セミファイナル
| シーズン | 結果 | 総合   | 持越   | セミファイナル | 選手・得点 | 選手・得点 | 選手・得点 | 選手・得点 | 選手・得点 | 選手・得点 | 選手・得点 | 選手・得点 |
| -------- | ---- | ------ | ------ | -------------- | ---------- | ---------- | ---------- | ---------- | ---------- | ---------- | ---------- | ---------- |
| 2019-20  | 3位  | 64.0   | 137.0  | ▲73.0          | 日向藍子   | 27.6       | 松本吉弘   | ▲3.6       | 白鳥翔     | ▲28.3      | 多井隆晴   | ▲68.7      |
| 2020-21  | 1位  | 536.9  | 327.4  | 209.5          | 松本吉弘   | 153.3      | 多井隆晴   | 88.9       | 日向藍子   | 27.3       | 白鳥翔     | ▲60.0      |
| 2021-22  | 3位  | 123.9  | 164.1  | ▲40.2          | 白鳥翔     | 117.0      | 日向藍子   | 7.2        | 松本吉弘   | ▲15.5      | 多井隆晴   | ▲148.9     |
| 2022-23  | 2位  | 266.6  | 27.8   | 238.8          | 白鳥翔     | 183.7      | 松本吉弘   | 41.1       | 多井隆晴   | 33.1       | 日向藍子   | ▲19.1      |
| 2023-24  | 5位  | ▲162.7 | ▲11.0  | ▲151.7         | 日向藍子   | 27.4       | 松本吉弘   | ▲10.7      | 多井隆晴   | ▲55.9      | 白鳥翔     | ▲112.5     |
| 2024-25  | 6位  | ▲625.5 | ▲103.0 | ▲522.5         | 白鳥翔     | ▲35.2      | 松本吉弘   | ▲135.7     | 日向藍子   | ▲157.2     | 多井隆晴   | ▲194.4     |

### ファイナル
| シーズン | 結果               | 総合               | 持越               | ファイナル         | 選手・得点         | 選手・得点         | 選手・得点         | 選手・得点         | 選手・得点         | 選手・得点         | 選手・得点         | 選手・得点         |
| -------- | ------------------ | ------------------ | ------------------ | ------------------ | ------------------ | ------------------ | ------------------ | ------------------ | ------------------ | ------------------ | ------------------ | ------------------ |
| 2018-19  | 3位                | ▲147.0             | 92.3               | ▲239.3             | 白鳥翔             | 11.1               | 多井隆晴           | ▲115.1             | 松本吉弘           | ▲135.3             |                    |                    |
| 2019-20  | 3位                | 78.0               | 32.0               | 46.0               | 松本吉弘           | 41.5               | 日向藍子           | 39.6               | 多井隆晴           | ▲5.1               | 白鳥翔             | ▲30.0              |
| 2020-21  | 3位                | 101.7              | 268.5              | ▲166.8             | 日向藍子           | 70.9               | 白鳥翔             | ▲58.2              | 多井隆晴           | ▲78.8              | 松本吉弘           | ▲100.7             |
| 2021-22  | 3位                | 54.2               | 62.0               | ▲7.8               | 白鳥翔             | 51.6               | 日向藍子           | 37.6               | 松本吉弘           | ▲8.0               | 多井隆晴           | ▲89.0              |
| 2022-23  | 優勝               | 495.4              | 133.3              | 362.1              | 松本吉弘           | 160.2              | 多井隆晴           | 153.4              | 白鳥翔             | 119.6              | 日向藍子           | ▲71.1              |
| 2023-24  | セミファイナル敗退 | セミファイナル敗退 | セミファイナル敗退 | セミファイナル敗退 | セミファイナル敗退 | セミファイナル敗退 | セミファイナル敗退 | セミファイナル敗退 | セミファイナル敗退 | セミファイナル敗退 | セミファイナル敗退 | セミファイナル敗退 |
| 2024-25  | セミファイナル敗退 | セミファイナル敗退 | セミファイナル敗退 | セミファイナル敗退 | セミファイナル敗退 | セミファイナル敗退 | セミファイナル敗退 | セミファイナル敗退 | セミファイナル敗退 | セミファイナル敗退 | セミファイナル敗退 | セミファイナル敗退 |

## 個人成績

### レギュラーシーズン通算成績
| 選手名     | 半荘 | Pt     | 平均 | 最高点 | 1着率 | 連対率 | 回避率 | 平着 | 1着 | 1.5 | 2着 | 2.5 | 3着 | 3.5 | 4着 |
| ---------- | ---- | ------ | ---- | ------ | ----- | ------ | ------ | ---- | --- | --- | --- | --- | --- | --- | --- |
| 多井隆晴   | 169  | 840.5  | 5.0  | 67,800 | 27.2% | 56.8%  | 80.5%  | 2.36 | 46  | 0   | 50  | 0   | 40  | 0   | 33  |
| 白鳥翔     | 174  | 430.6  | 2.5  | 77,200 | 29.9% | 48.9%  | 77.0%  | 2.44 | 52  | 0   | 33  | 0   | 49  | 0   | 40  |
| 日向藍子   | 112  | 27.1   | 0.2  | 65,800 | 21.4% | 50.0%  | 83.0%  | 2.46 | 24  | 0   | 32  | 0   | 37  | 0   | 19  |
| 松本吉弘   | 181  | ▲29.3  | ▲0.2 | 80,200 | 21.5% | 54.1%  | 74.6%  | 2.50 | 39  | 0   | 59  | 0   | 37  | 0   | 46  |
| チーム通算 | 636  | 1268.9 | 2.0  | 80,200 | 25.3% | 52.7%  | 78.3%  | 2.44 | 161 | 0   | 174 | 0   | 163 | 0   | 138 |

### 獲得タイトル
- 個人スコア・MVP 
  - 多井隆晴 2018
- 4着回避率
  - 多井隆晴  2021[11]
  - 日向藍子  2024

## 役満
| シーズン | シリーズ       | 通算回         | 日付・曜日・回 | 日付・曜日・回 | 日付・曜日・回 | 局         | 役             | 東家       | 南家       | 西家       | 北家       | 出典   |
| -------- | -------------- | -------------- | -------------- | -------------- | -------------- | ---------- | -------------- | ---------- | ---------- | ---------- | ---------- | ------ |
| 2019-20  | レギュラー     | 第91戦/全180戦 | 2019年12月12日 | 木             | 第1戦          | 南3局1本場 | 四暗刻（単騎） | 小林剛     | 白鳥翔     | 勝又健志   | 佐々木寿人 | [ 12 ] |
| 2020-21  | レギュラー     | 第49戦/全180戦 | 2020年11月16日 | 月             | 第1戦          | 東2局      | 四暗刻         | 松本吉弘   | 佐々木寿人 | 二階堂亜樹 | 近藤誠一   | [ 13 ] |
| 2020-21  | セミファイナル | 第22戦/全24戦  | 2021年4月29日  | 木             | 第2戦          | 東1局1本場 | 四暗刻         | 瀬戸熊直樹 | 佐々木寿人 | 松本吉弘   | 内川幸太郎 |        |

 和了者  放銃者 

## ユニフォームスポンサー
- 2018-19シーズン

ABEMA,AWA,Makuake,OPENREC.tv
- 2019-20シーズン

ABEMA,AWA,新R25,Winticket
- 2020-21シーズン

ABEMA,Hair salon little
- 2021-22シーズン

ABEMA,Hair salon little,ごちクル
- 2022-23シーズン

ABEMA,Hair salon little,ごちクル,ミープロ